# Der Herr der Liebe
Der Herr der Liebe (El mestre de l'amor) és una pel·lícula muda alemanya de 1919 dirigida per Fritz Lang. És la seva segona pel·lícula com a director, i en l'actualitat es considera perduda. Està interpretada en els seus principals papers per Carl de Vogt i Gilda Langer, que ja havien actuat a Halbblut, i se sol dir que el propi Lang va tenir un paper en la pel·lícula.

## Argument
En aquesta pel·lícula s'incideix en el tema de la gelosia, com a Halbblut, el seu anterior film.
L'acció transcorre en un país pròxim als Carpats, al castell del noble hongarès Vasile Disescu (Carl de Vogt). Està promès amb Yvette (Gilda Langer), cosa que provoca l'empipament d'una servent jove i bella, Stefana (Erika Unruh). Aquesta creu que el seu estimat senyor ha estat fetillat per Yvette amb un perfum màgic, del qual intentarà apoderar-se'n.
Arran d'una visita a un castell pròxim, Vasile s'enamora de la filla del seu veí, Suzette (Sadjah Gezza), després que aquesta executi una sensual dansa. Visiblement borratxo, torna al seu castell, rebutja a Yvette i marxa a la seva habitació. Allí es troba amb Stefana, qui té en el seu poder el presumpte perfum màgic. L'embriaguesa de Vasile i la semblança de la serventa amb la seva promesa fan que cedeixi davant les pretensions amoroses de Stefana.
L'endemà al matí, Yvette descobreix la infidelitat de Vasile i expulsa a Stefana del castell. Enfadada, decideix venjar-se prenent per amant un venedor ambulant jueu. Assabentat Vasile, castiga el venedor ambulant a la mort, tancant-lo en un calabós del castell. No obstant això Yvette l'ajudarà a evadir-se. Quan Vasile descobreix la intervenció d'Yvette en la fugida entra en còlera i mata a Yvette, suïcidant-se a continuació.
El final és una escena al·legòrica i moralitzadora. Vasile compareix davant Déu i s'acusa dient: «Déu és el mestre de l'amor».

## Repartiment
- Carl de Vogt - Vasile Disecu
- Gilda Langer - Yvette
- Erika Unruh - Stefana
- Max Narlinski - Lazar
- Sadjah Gezza - Suzette

## Producció i estrena
La fotografia ve signada per Schünemann, encara que en altres filmografies se li atribueix a Carl Hoffman. El guió estranyament no pertany a Lang.

La pel·lícula va ser estrenada en el Richard Oswald Lichtspiele de Berlín el 24 de setembre de 1919.Va ser rebuda amb grans elogis en la premsa especialitzada: 
| « | «El director ha fet tot el possible per a introduir en el curs de l'acció imatges que no es veuen tots els dies en una pel·lícula». (Der Kinematograph, Düsseldorf: vol. 13, no. 664, 24 Sep 1919). | » |

Gilda Langer, una promesa de la Decla, va morir de grip (31 de gener de 1920) poc després de finalitzat el rodatge. Estava prevista la seva participació en El gabinet del doctor Caligari i va haver de ser substituïda per Lil Dagover en el paper de Johanna.